# Kastell Ad Mures

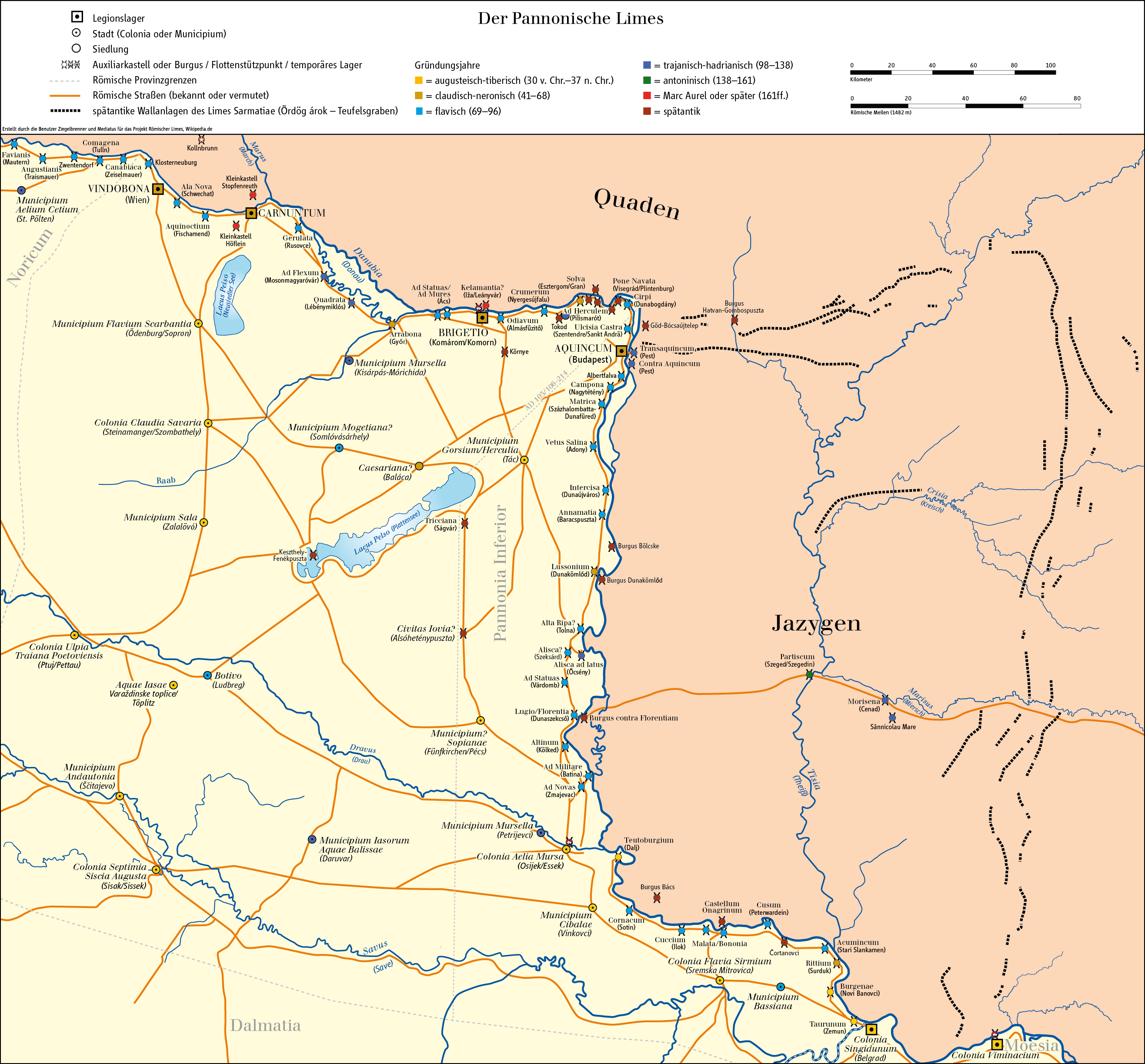
Die Lage der Befestigung am oberpannonischen Donaulimes

Das Kastell Ad Mures ist ein ehemaliges römisches Militärlager, dessen Besatzung für Sicherungs- und Überwachungsaufgaben am Limes Pannonicus entlang der Donau zuständig war. Der Strom bildete in weiten Abschnitten die römische Reichsgrenze. Die auf einer Flussterrasse über dem antiken Südufer entdeckten Reste des Kastells liegen unter den landwirtschaftlich genutzten Flächen von Bumbumkút, nordwestlich der Stadt Ács im Komitat Komárom-Esztergom, Nordungarn. Die bisherigen Ausgrabungen beschränkten sich auf die Südostecke. Damit bleibt dieses Lager bisher weitgehend unerforscht.

## Lage
Zur Zeit der Errichtung des Kastells verlief der Hauptarm der Donau im Bereich des heute unmittelbar nördlich verlaufenden Altarms. Damit lag der Fluss wesentlich näher an der Garnison als heute. Östlich der Befestigung mündete der Concó-Bach in den Strom. Die römischen Erbauer nutzten das überschwemmungssichere Hochufer am Rand der stark hochwassergefährdeten Donauauen. Die Trasse der für Heer und Handel bedeutenden Limesstraße, welche die beiden pannonischen Machtzentren Carnuntum und Aquincum verband, verlief von Westen nach Osten wohl unmittelbar durch den Kastellbereich. Sie ist in diesem Abschnitt jedoch nicht erhalten. Erstaunlich ist die in Pannonien einzigartige Nähe zum nächstgelegenen, westlichen Kastell Ad Statuas. Während die normale Entfernung zwischen den Garnisonsstandorten rund 15 bis 18 Kilometer (12 bis 13 römische Meilen) beträgt, liegen diese beiden Fortifikationen lediglich 5,4 Kilometer auseinander. Am gegenüberliegenden Ufer hatte der germanische Stamm der Quaden seinen Herrschersitz, der für Rom oftmals zum gefährlichen Gegner wurde.

## Forschungsgeschichte
Als erster veröffentlichte der Benediktinerpater Alois Remigius Sztachovics (1812–1880) im Jahr 1874 die von ihm vorgenommene Identifikation des Lagers bei Bumbumkút mit dem im Itinerarium Antonini überlieferten antiken Namen Ad Mures. Nach dem im 3. Jahrhundert n. Chr. entstandenen Itinerarium lagen die Kastelle Ad Statuas und Ad Mures ungefähr auf halbem Weg zwischen dem Kastell Arrabona (Győr) und dem Legionslager Brigetio. Ein anderer Benediktiner, der für seine archäologischen Forschungen bekannt gewordene Elemér Lovas (1889–1949), widersprach während seiner Zeit als Leiter des benediktinischen Museums „Flóris Rómer“ (heute: Flóris-Rómer-Museum für Kunst und Geschichte) in Győr dieser Theorie. Ihm schloss sich 1936 der Archäologe András Graf an. Nach dem Zweiten Weltkrieg setzte sich jedoch die Feststellung von Sztachovics durch. So unterstützten diese Meinung unter anderem die Archäologen László Barkóczi (1951) und Dénes Gabler (1977). In einer anderen bedeutenden antiken Quelle, der Notitia dignitatum, einem spätrömischen Staatshandbuch aus der ersten Hälfte des 5. Jahrhunderts, wird Ad Mures genauso wenig erwähnt wie Ad Statuas.
Eine erste Grabung fand unter dem archäologisch versierten Benediktiner Rudolf Gyulai (1848–1906) und dem altertumsbegeisterten Offizier Miloš Berkovics-Borota im Jahr 1886 statt. Sie fanden unter anderem 1,5 Meter starke Fundamente nahe der Mündung des Concó-Bachs in die Donau. Gyulais 1887 veröffentlichten Ergebnisse zu den Dimensionen des Lagers passen jedoch in keiner Weise zu dem tatsächlichen Befund, was möglicherweise auf Messfehler zurückzuführen ist. Die sichere Identifikation des Standorts gelang daher erst 1946 durch Barkóczi, der Geländebegehungen vornahm. Zwischen 1966 und 1972 führte Gabler weitere Begehungen durch, was ebenfalls zur Klärung der genaueren Lage des Kastells beitrug. Erneute Grabungen hatten bis dahin nicht stattgefunden. Ihm folgte 1985 der Archäologe Zsolt Visy mit einer neuen Prospektion. Das während dieser oberflächlichen Untersuchungen geborgene gestempelte Ziegelmaterial wurde von dem Archäologen und Ziegelstempelexperten János Szilágyi (1907–1988) bewertet. Erst 1989 fand eine kleine Ausgrabungen statt, als die Baureste durch anstehende Erdarbeiten bedroht wurden. Dabei konnte westlich des Concó-Bachs durch die Archäologen Sándor Petényi und Julianna Kisné Cseh in Zusammenarbeit mit dem Komitatsmuseum Kuny Domokos in Tata die Südostecke des Kastells untersucht werden.

## Baugeschichte

### Holz-Erde-Lager?
Die Fortifikation wurde nach Visy höchstwahrscheinlich ungefähr zeitgleich mit dem Legionslager Brigetio errichtet. Dort wurde eine fragmentierte Bauinschrift entdeckt, die unter Kaiser Hadrian (117–138) entstand. Nach einer Ergänzung durch Barkóczi könnte die Inschrift in das Jahr 124 zu datieren sein, als dieser Kaiser die pannonischen Provinzen besuchte. Die neuere Überlegung des Archäologen Zsolt Mráv, welche die in der Inschrift genannte Kaisertitulatur pater patriae zur genaueren Datierung benutzt, kommt auf eine Entstehungszeit „nach 128 n. Chr.“. Entsprechend den Angaben Visys und Gablers entstand Ad Mures jedoch schon während der Regierungszeit des Kaisers Trajan (98–117), möglicherweise zu Beginn des 2. Jahrhunderts, nach dessen Dakerkriegen (101/102, 105/106). Bis in die Zeit der Markomannenkriege (166–180) könnten Ad Mures dann als Holz-Erde-Lager existiert haben. Der Standort dieses Lagers kann aufgrund der Befunde zumindest nicht vollständig deckungsgleich mit dem späteren Steinkastell gewesen sein.

### Steinkastell

#### Prinzipat
Das mit seiner Prätorialfront – der nördlichen Schmalseite – zur Donau hin orientierte Steinkastell entstand wohl nach 180 n. Chr. an einem Platz, der zuvor schon bebaut worden war. Diese Bebauung wurde vor Anlage der Fortifikation einplaniert. Die Archäologen konnten aus der Vorgeschichte des Kastells in dessen Innenbereich noch ein aus Ziegeln errichtetes frührömisches Gebäude feststellen, das mehrere Räume besaß. Die steinerne Wehrmauer durchschnitt später dieses Haus.
Nähere Angaben zum Aussehen des Kastells sind durch ein in den späten 1980er Jahren bekannt gewordenes Luftbild möglich geworden. Danach nahm die Anlage auf dem überhöhten Rand des Flussufers noch eine Fläche von 130 (ostwestlich) × 175 (nordsüdlich) Meter ein, wobei die nordsüdliche Ausdehnung nicht mehr die vollständige Länge angibt, da die Nordfront des Kastells durch die Donau abgeschwemmt wurde. Die Anlage besaß den für mittelkaiserzeitliche Kastelle typischen rechteckigen Grundriss mit abgerundeten Ecken (Spielkartenform), in denen Wachtürme standen. Wie die 1989 vorgenommene Grabung ergab, war der im Innenwinkel der Südostecke errichtete rechteckige Turm gleichzeitig mit der Umwehrung entstanden. Als Annäherungshindernis konnte ein zu diesem Kastell gehörender, singulärer Spitzgraben beobachtet werden.
Als Garnisonstruppe wird eine Vexillation der Legio I Adiutrix angenommen.

#### Spätantike
Während der Spätantike lassen sich für den Bereich des 1989 erforschten Südostturms zwei Bauphasen beobachten, die den Turm betreffen, wobei sich beide Phasen direkt überlappen. Zunächst erfolgte die für spätrömische pannonische Wehrbauten typische Umrüstung der Ecktürme. Sie wurden gegen mächtige fächerförmige Nachfolger mit abgerundeter Front ersetzt, die weit in den Bereich des bisherigen Umfassungsgrabens hineinreichten. Daher musste vor Baubeginn dieser alte Graben planiert werden. Ein neuer, wesentlich breiterer Graben entstand anschließend vor diesen bastionsartigen Neubautürmen. Nach dem bereits genannten Luftbild hat Visy die Breite dieses Umfassungsgrabens mit 16 Metern bestimmt. Während seiner Feldbegehung 1985 konnte der Archäologe dem Grabenverlauf noch gut folgen, da er sich als ein bis zwei Meter tiefe Bodenwelle im Gelände abzeichnete. Eine in Zusammenhang mit gleichen Umbauten am Kastell Annamatia aus dem zugeschütteten Kastellgraben der Prinzipatszeit geborgene Münze, die während der Regierungszeit des Kaisers Konstantin II. (337–340) geprägt wurde, könnte dabei den Terminus post quem liefern. In der ungarischen Archäologie gilt diese Münze als frühester Beleg für entsprechende Baumaßnahmen an den Donaukastellen. Diese Umbauten werden wohl zu einer mehr oder minder langen, zusammenhängend organisierten Baukampagne gehört haben. Bei der zweiten spätantiken Bauphase könnte es sich um eine Renovierung oder Reparatur handeln.
Laut den archäologischen Befunden wurde die Befestigung zuletzt durch barbarische Foederaten gehalten.

## Funde
Zu den wichtigsten Funden gehören die Ziegelstempel, von denen mehrere zeitlich entsprechende Typen unterschiedlicher Truppenverbände aus dem Boden kamen:
- Legio XIII Gemina
- Legio XIIII Gemina
- Legio XV Apollinaris
- VEXIL TRES
- VEXILLATIO

Vexillationen (Abteilungen) der drei genannten Legionen waren auch am Bau des Legionslagers Brigetio beteiligt. Dies gilt als ein Beleg für die gleichzeitige Errichtung beider Kastelle.

## Vicus und Gräberfeld
Das Lagerdorf (Vicus) entwickelte sich um das Kastell und hatte seinen Schwerpunkt im Süden. Dort häufen sich die Oberflächenfunde. Entlang der aus dem Osttor (Porta principalis sinistra) führenden Straße wurde das Gräberfeld festgestellt, wobei sich von der Trasse selbst keine Reste erhalten hatten. Sie ist durch den Bach Concó sowie die Donau abgeschwemmt worden. Auch vor der 1989 untersuchten Südostecke fanden sich vereinzelt Gräber. Die aus dem Südtor (Porta decumana) führende Straße wird auch zu einer kleinen römischen Zivilsiedlung geführt haben, die Gabler westlich von Ács feststellen konnte.

## Limesverlauf zwischen Kastell Ad Mures und dem Legionslager Brigetio
| Strecke | Name/Ort                                          | Beschreibung/Zustand |
| ------- | ------------------------------------------------- | --- |
| 1       | Ács, Concó-Bach (Burgus Ad Mures 6)               | Ein lediglich vermutete Turm könnte auf einer kleinen Insel direkt gegenüber der Mündung des Concó-Baches gelegen haben. |
| 1       | Koppánymonostor, Milch-Burgus (Burgus Ad Mures 1) | Der Privatsammler Ármin Milch ergrub im westlichen Grenzgebiet von Koppánymonostor – 100 Meter von der Ortsgrenze von Ács entfernt – um die Jahrhundertwende einen Burgus. Er befindet sich nahe der Donau und rund 35 Meter nördlich des Punktes, an dem die antike, von Südwesten kommende Trasse der Limesstraße mit der heutigen Fenyves utca zusammentrifft, um anschließend den Unterbau dieser modernen Straße zu bilden. Erst nach 2006 entstand die sehr nahe an den noch gut erhaltenen Burgushügel gerückte Wohnbebauung. Der quadratische, um die Außenflächen 9,55 × 9,55 Meter große Burgus orientierte sich mit seinen Seitenflächen genau an den Haupthimmelsrichtungen. Ein ebenerdiger, 1,60 Meter breiter Zugang wurde an seiner Südseite aufgedeckt. Die 1,20 Meter breiten Fundamente waren einen Meter tief in den Erdboden eingelassen. Das noch bis zu 0,80 Meter hohe aufgehende Mauerwerk wurde mit einem Meter Breite eingemessen. Mittig im Turm stand ein 0,80 × 0,80 Meter umfassender Stützpfeiler. Er half, die Last der oberen Stockwerke und des ziegelgedeckten Daches zu tragen. Als Fundmaterial kamen Keramikscherben, ein Eisenbeil sowie eine Bronzeschnalle aus dem Boden. Neben einem Gesimsbruchstück fand sich eine Reihe beschrifteter Steine, die als Spolien verbaut worden waren. Insbesondere die zahlreich geborgenen Ziegelstempel waren für die Datierung wichtig. Folgende Typen wurden festgestellt: - LVPICINI TRB (Lupicinus tribunus) - LVPICINO TRB (Lupicinus tribunus) - TERENTIANVS TRB (Terentianus tribunus) Die von etlichen spätrömische Militärplätzen bekannten Stempel lassen sich zeitlich gut der groß angelegten militärischen Neuordnung unter Kaiser Valentinian I. (364–375) zuordnen. So waren die Militärtribunen Lupicinus und Terentianus unter den Oberbefehlshabern Terentius dux (367/368 bis spätestens 371) sowie dem nachfolgenden Frigeridus dux (ab spätestens 371 bis 373/374) in der Provinz Pannonia Valeria aktiv. Während der Spätantike gehörte der längste Abschnitt des pannonischen Donaulimes zu dieser Provinz, die im Westen bis zur Raab reichte. Unmittelbar nach der Grabung wurden die nun offen daliegenden Grundmauern des Burgus von den Grundstücksbesitzer ausgebrochen. Im Gelände blieben für Visy 1985 noch die Spuren dieser tiefgreifenden Zerstörung erkennbar. In die leerstehenden Gräben der entfernten Mauern auf dem Hügel war Erde nachgerutscht und zeichnete den Grundriss nach. Der Befund dieser Altgrabung wird durch ein 1951 entstandenes Luftbild ergänzt. Die Größe des Burgushügels beträgt 38 Meter im Durchmesser. Ihn umgibt ein acht Meter breiter Wehrgraben, dessen Außendurchmesser rund 60 Meter beträgt. |
| 1       | Koppánymonostor-Szunyogvár (Burgus Ad Mures 2)    | Ein Landhaus namens Szunyogvár (Mückenburg) soll an dieser Stelle über einem Burgus errichtet worden sein. Doch gibt es keinerlei wissenschaftliche Beweise, die eine solche Vermutung stützen könnten. |
| 1       | Koppánymonostor (Burgus Ad Mures 3)               | Die Ergebnisse der Nachforschungen von Barkóczi in Koppánymonostor waren nicht ganz schlüssig und teilweise falsch. Daher besuchte Visy im Frühjahr 1985 die Gemeinde. Es stellte sich heraus, dass auf dem zum Grundstück eines pensionierten Lehrers gehörenden Hügel bronzezeitliche Brandgräber sowie römische Keramikscherben gefunden worden waren. Römische Mauerreste, von denen Barkóczi gesprochen hatte, ließen sich offensichtlich nicht verifizieren. Laut Visy könnte diese Stelle potentiell für einen Wachturm geeignet sein, doch ist in der Gemeinde noch eine Stelle 200 Meter von dem Hügel entfernt als angeblicher Turmstandort bekannt. Zudem erzählte der ehemalige Lehrer von einem römischen Friedhof, der 100 Meter von seinem Hügel entfernt lag. Visy gelang es jedoch nicht, nähere Informationen zu Fundstücken aus diesen Gräbern zu bekommen. Er könnte sich jedoch vorstellen, dass all die römischen Befunde eher zu einer kleinen Siedlung als zu einem Wachturm gehört haben. |
| 1       | Koppánymonostor-Gyürky (Burgus Ad Mures 4)        | Nahe dem ehemaligen Gyürky-Anwesen, 36 Meter nördlich der Koppány Vezér utca, wurde im Kriegsjahr 1942 von dem Archäologen Aladár Radnóti (1913–1972) ein Burgus entdeckt. Doch erst die Auswertung eines Luftbildes von 1951 durch Visy brachte nähere Ergebnisse zu dieser Fundstelle. Es zeigte sich ein Doppelgraben mit einer maximalen Ausdehnung von 45 × 45 Metern, der zu einem Burgus der valentinianischen Ära gehören könnte. |
| 1       | Koppánymonostor-Kővári (Burgus Ad Mures 5)        | Nahe dem Kővári-Anwesen und dem heutigen Wasserwerk liegen unter der Erde die Reste der von den Türken zerstörten Benediktinerabtei Koppánymonostor. Auch ein römischer Wachturm – 620 Meter von Burgus Ad Mures 4 entfernt – soll sich an gleicher Stelle befunden haben, doch gibt es dazu keinerlei archäologische Beweise. |
| 2       | Komárom (Legionslager Brigetio)                   | Das Legionslager befindet sich im Ostteil des zu Komárom gehörenden Stadtteils Szőny. |

## Denkmalschutz
Die Denkmäler Ungarns sind nach dem Gesetz Nr. LXIV aus dem Jahr 2001 durch den Eintrag in das Denkmalregister unter Schutz gestellt. Das Kastell Ad Mures sowie alle anderen Limesanlagen gehören als archäologische Fundstätten nach § 3.1 zum national wertvollen Kulturgut. Alle Funde sind nach § 2.1 Staatseigentum, egal an welcher Stelle der Fundort liegt. Verstöße gegen die Ausfuhrregelungen gelten als Straftat bzw. Verbrechen und werden mit Freiheitsentzug von bis zu drei Jahren bestraft.